# L'Appel du ciel
Pour plus de détails, voir Fiche technique et Distribution.
L'Appel du ciel (Небо зовёт, Nebo zoviot), est un film soviétique de science-fiction, réalisé par Alexandre Kozyr et Mikhaïl Karioukov et sorti en 1959.
Le film se déroule alors que l'URSS et les États-Unis sont engagés dans la lutte pour la conquête de l'espace et être les premiers à conquérir la planète Mars, la navette spatiale américaine est en perdition et l'équipage est sauvé par les Russes.
Pour sa sortie américaine, le film est remonté et « américanisé » par Francis Ford Coppola sous le titre Battle Beyond the Sun.

## Synopsis
Dans le prologue du film, l'écrivain de science-fiction Troyan arrive à l'Institut des fusées afin de rassembler des éléments pour un livre sur les voyages dans l'espace. Il interroge le scientifique Evgueni Kornev (Ivan Pereverzev) sur les perspectives des vols spatiaux habités et rencontre l'ingénieur Andreï Gordienko (Alexandre Chvorine), qui lui montre les maquettes des premiers satellites artificiels de la Terre, ainsi que le projet d'une station orbitale. L'action se déroule dans le futur et constitue l'intrigue du livre de science-fiction de Troyan, dont les personnages principaux sont Kornev et Gordienko...
...Une expédition scientifique composée de deux cosmonautes — Kornev et Gregori Somov — se prépare pour le premier vol vers Mars. Dans l'attente de l'ordre de lancement, ils se trouvent sur une station orbitale soviétique. Bientôt arrive le vaisseau américain Typhoon (litt. « typhon » en anglais), qui doit lui aussi se rendre sur la planète rouge.
Essayant de devancer les Soviétiques à tout prix, l'équipage de deux Américains — Robert Clark et Erwin Werst — suivant les ordres de leurs patrons de l'entreprise Cosmos (ils ne veulent que du sensationnel), procède à un lancement anticipé sans avertissement, mettant ainsi en danger la vie de Somov, qui se trouvait sur la rampe de lancement à ce moment-là.
La fusée soviétique Rodina (Родина, litt. « patrie » en russe), avec à son bord Kornev et Andreï Gordienko, le remplaçant de Somov, se dirige également vers Mars. Les Américains empruntent une route non optimale et dévient rapidement de leur trajectoire, provoquant l'écrasement du Typhoon dans le Soleil. Les cosmonautes soviétiques, qui ont reçu un signal de détresse, changent de cap pour sauver l'équipage américain. Ils y parviennent, mais leurs réserves de carburant pour le vol vers Mars ne sont plus suffisantes et la Rodina atterrit d'urgence sur l'astéroïde (1566) Icarus.
La Terre organise le sauvetage de ses héros en envoyant d'abord une fusée sans équipage avec des réserves de carburant, qui échoue cependant, puis une autre avec un cosmonaute à bord....
À la fin du film, l'action est à nouveau transférée à l'époque contemporaine, où l'écrivain Troyan, ayant fini de lire son manuscrit au personnel de l'Institut des fusées, demande l'avis de Kornev - « Est-ce que tout cela n'était pas du gâchis ? ». Ce dernier répond que « pas complètement » et le film se termine par sa tirade : « Nous ne sommes que des éclaireurs de l'espace. Et l'homme maîtrisera le cosmos ! Bon voyage à la jeune génération ! ».

## Fiche technique
- Titre français : L'Appel du ciel[1]
- Titre original russe : Небо зовёт, Nebo zoviot[2]
- Réalisation : Alexandre Kozyr, Mikhaïl Karioukov
- Scenario : Mikhaïl Karioukov, Evgueni Pomechtchikov (ru), Alekseï Sazonov (ru)
- Photographie :	Nikolaï Koultchitski (ru)
- Musique : Iouli Meïtous
- Décors : Iouri Chvets (ru)
- Production : Valeri Fokine
- Société de production : Studio Dovjenko
- Pays de production :  Union soviétique
- Langue originale : russe
- Format : couleurs - 1,37:1 - Son mono - 35 mm
- Durée : 77 minutes
- Genre : science-fiction
- Dates de sortie :
  - Union soviétique : 12 septembre 1959

## Distribution
- Ivan Pereverzev : le scientifique Evgueni Kornev
- Alexandre Chvorine (ru) : l'ingénieur Andrei Gordienko
- Constantine Bartachevich : l'astronaute Robert Clark
- Gurgen Tonunts : l'astronaute Erwin Vers
- Valentin Cherniak : le cosmonaute Gregori Somov
- Viktor Dobrovolski : le chef de la station spatiale Vasili Demchenko
- Alexander (Alla) Popov : Vera Korneva
- Taisia Litvinenko : le docteur Lena
- Larisa Borisenko : Olga, l'étudiante
- Leo Lobov : le cameraman Sacha
- Sergei Filimonov : l'écrivain Troyan
- Maria Samoilov : la mère de Clark
- Mikhail Belousov (non crédité)

## Production
Le film a été tourné au Studio Dovjenko en 1959.
Il est sorti deux ans après le lancement du premier satellite artificiel Spoutnik 1 et deux ans avant le premier vol habité de Youri Gagarine dans l'espace.
Le film de Stanley Kubrick, 2001, l'Odyssée de l'espace, réalisé en 1968, a utilisé des dessins et des solutions graphiques de L'Appel du ciel créés par l'artiste Iouri Chvets (ru).
L'Appel du ciel est sorti en Allemagne sous le titre Der Himmel ruft le 15 juin 2009. En outre, le film a été officiellement traduit en hongrois et en italien.
Dans le film, le vaisseau spatial soviétique fictif Rodina (Родина) a atterri verticalement sur une plateforme d'atterrissage flottante dans le port de Yalta, de manière semblable à l'atterrissage du SpaceX CRS-8 le 8 avril 2016 (SpaceX ayant réussi son premier atterrissage vertical d'un premier étage du propulseur d'appoint comme retour sur le site de lancement lors du vol 20 de Falcon 9 le 21 décembre 2015).

## Adaptation américaine par Francis Ford Coppola
Roger Corman acquiert le film soviétique pour le distribuer aux États-Unis et engage un jeune étudiant d'école de cinéma, Francis Ford Coppola, pour l'« américaniser ».
Comme l'original soviétique, l'adaptation américaine Battle Beyond the Sun est l'histoire d'une « course à l'espace » entre deux nations qui s'affrontent pour être les premières à faire atterrir un vaisseau spatial sur la planète Mars. Contrairement à l'original, dans lequel les nations en compétition sont l'URSS et les États-Unis, Battle Beyond the Sun se concentre sur les futurs pays fictifs d'Hémis Nord et d'Hémis Sud.
Francis Ford Coppola a légèrement remonté les images, éliminé les séquences de « rêve éveillé », et a même veillé à ce qu'un losange pastel soit intégré image par image, pour couvrir les lettres cyrilliques CCCP (URSS) qui ornaient la station spatiale et les vaisseaux-fusées soviétiques. Coppola a également filmé quelques plans de deux monstres de l'espace en train de se battre et les a découpés dans le matériel soviétique. Selon Jack Hill, qui a travaillé sur la nouvelle version (il s'agissait de son premier travail rémunéré pour Roger Corman), l'idée de Coppola était qu'un monstre ressemble à un pénis et l'autre à un vagin. Les nouvelles scènes de monstres ont été tournées sur un plateau de tournage à Hollywood. Hill et Coppola ont également tourné quelques séquences à la parade du Tournoi des Roses de Pasadena.
D'après Overlook Film Guide: Science-Fiction : « (On) reste plus impressionné par le culot et la débrouillardise financière de Corman que par le film fini ». Tout en recommandant la version originale, The Encyclopedia of Science Fiction  a déclaré que l'américanisation a « massacré » le film.